# 147P/Kushida-Muramatsu
La Cometa Kushida-Muramatsu, formalmente indicata 147P/Kushida-Muramatsu, è una cometa periodica del Sistema solare, appartenente alla famiglia delle comete gioviane. La cometa è stata scoperta l'8 dicembre 1993 da Yoshio Kushida e Osamu Muramatsu, dallo Yatsugatake South Base Observatory, osservatorio giapponese presente sui monti Yatsugatake.
Nel dicembre del 1993 la cometa ha raggiunto la massima luminosità finora registrata, pari alla 15ª magnitudine.
Secondo un articolo pubblicato da alcuni astronomi, questa cometa sarebbe stata una TSC (temporary satellite capture), ossia una cometa catturata come satellite temporaneo di Giove per oltre 10 anni. Un comportamento simile è stato determinato anche per altre comete, ad esempio 111P/Helin-Roman-Crockett e 82P/Gehrels, tutte classificate come QHC (quasi-Hilda comets), ossia comete con elementi orbitali simili a quelli degli asteroidi appartenenti alla famiglia di Hilda.